# Плавуха (приток Угорни)
Плавуха — река в России, протекает в Стругокрасненском районе Псковской области. Устье реки находится в 8,5 км по левому берегу реки Угорня в километре к западу от Рошелёво. Длина реки составляет 10 км. 

## Данные водного реестра
По данным государственного водного реестра России относится к Балтийскому бассейновому округу, водохозяйственный участок реки — Нарва, речной подбассейн реки — подбассейн отсутствует. Относится к речному бассейну реки Нарва (российская часть бассейна).
По данным геоинформационной системы водохозяйственного районирования территории РФ, подготовленной Федеральным агентством водных ресурсов:
- Код водного объекта в государственном водном реестре — 01030000412102000027083
- Код по гидрологической изученности (ГИ) — 102002708
- Код бассейна — 01.03.00.004
- Номер тома по ГИ — 2
- Выпуск по ГИ — 0